# Seychellia
Seychellia is een geslacht van spinnen uit de familie Telemidae.

## Soorten
- Seychellia cameroonensis Baert, 1985
- Seychellia lodoiceae Brignoli, 1980
- Seychellia wiljoi Saaristo, 1978
- Seychellia xinpingi Lin & Li, 2008